# Arvid August Afzelius

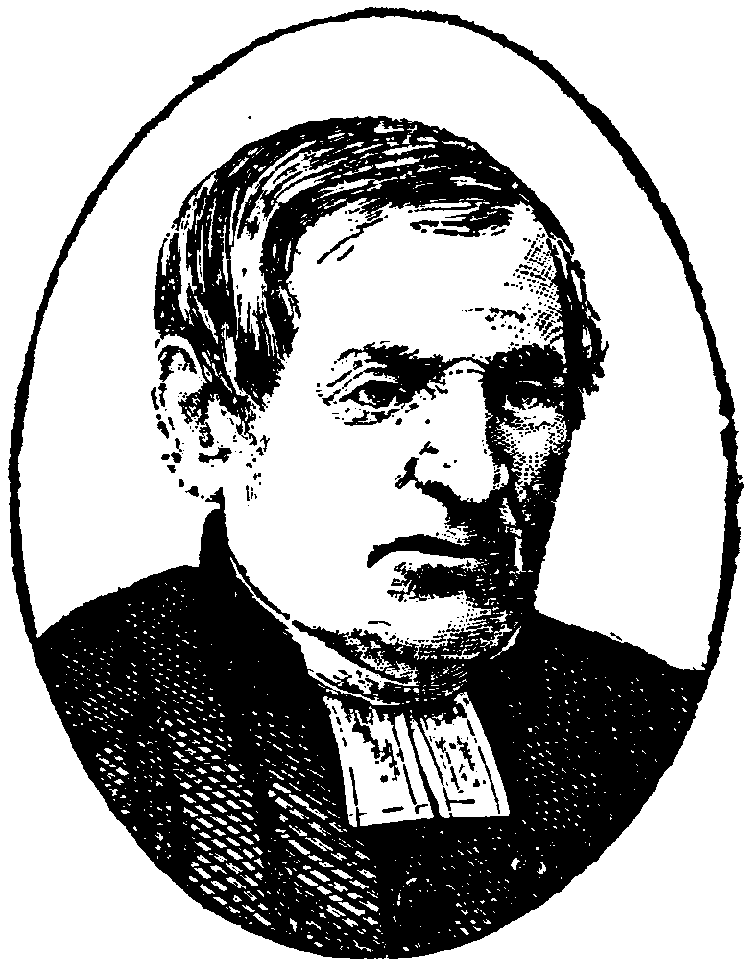
Arvid August Afzelius

Arvid August Afzelius (Hornborga, 6 de mayo de 1785-Enköping, 25 de septiembre de 1871) fue un botánico, pastor, poeta, historiador, mitólogo sueco. Era hijo del ministro de Falkirk Per Afzelius y de Inga Magdalena Lundström. Estudió en la Universidad de Upsala y se doctoró en 1809. En 1810 tomó un puesto como profesor en la escuela Frimurarbarnhusets en Estocolmo.
En 1811, fue ordenado sacerdote en Skara, y pronto se convirtió en predicador. Durante este tiempo se hizo conocido con el famoso filólogo danés Rasmus Christian Rask. Por invitación de Afzelius, Rask entre 1816 a 1818 vivió en su casa, y de él aprendió mucho acerca de la literatura islandesa. En 1821, se convirtió en vicario de Enköping.
Se casó en 1816 con la baronesa Sophia Ottiliana Ramsay. En 1831 con Sophia Charlotte Fernbohm; y en 1848 con Wilhelmina Elisabeth Elfstrom. Tuvo un total de 17 hijos, de los cuales once le sobrevivieron. Entre ellos se pueden mencionar al farmacéutico Fridlef Afzelius y el predicador Henry Afzelius.
Desde 1828 hasta su muerte fue párroco de Enköping. Fue conocido principalmente como un colaborador del sabio historiador Erik Gustaf Geijer, en la gran colección de canciones populares suecas, Svenska folk-visor från forntiden, en tres vols. (Estocolmo, 1814-1817).
Publicó también las traducciones de Edda poetica y Hervarar saga, y una historia de Suecia con Carlos XII (con una traducción alemana publicada en 1842), así como poemas originales.

## Otras publicaciones
- 2012. Swenska Folkets Sago-H Fder... Ed. reimpresa de Nabu Press, 360 pp. ISBN 1277913846.

- 2010. Minnen. Ed. reimpresa de BiblioBazaar, 598 pp. ISBN 1148075569.

- 2010. Svenska Folk-Visor Frn Forntiden. Vol. 3. Con Erik Gustaf Geijer. Ed. reimpresa de BiblioBazaar, 258 pp. ISBN 1148532811.

- 1868. Swenska folkets sago-häfder: eller Fäderneslandets historia, sådan hon lefwat och till en del ännu lefwer i sägner, folksånger och andra minnesmärken. Till läsning för folket. Vols. 6-7. Ed. Z. Haeggström, viii+ 313 pp. 1868 en línea

- La abreviatura «A.A.Afzel.» se emplea para indicar a Arvid August Afzelius como autoridad en la descripción y clasificación científica de los vegetales.[3]